# Crowfall
Crowfall — компьютерная игра в жанре MMORPG, разработанная компанией ArtCraft. Релиз игры состоялся 6 июля 2021 года для Windows.

## Игровой процесс
Игра близка к большинству MMORPG с видом от третьего лица и открытым миром. Отличие заключается в устройстве мира игры. В игре ожидается 5 систем миров: Eternal Kingdoms, God’s Reach, The Infected, The Shadow, и Dregs. Каждый из них подчиняется собственным правилам. На данный момент доступно только два мира — Вечные Королевства и Битва Фракций.
Основной особенностью является процедурная генерация миров-кампаний: они постоянно возникают и умирают, при этом каждый из них проходит цикл жизни и смерти (начиная с весны, переходя к лету, осени и заканчивая зимой). В конце зимы кампания завершается, а мир исчезает навсегда. Однако игровые персонажи остаются и могут путешествовать в другие миры. Длительность кампаний — 1, 3, 6 месяцев и до года. Единственными мирами, которые не будут умирать, заявлены Eternal Kingdoms (с англ. — «Вечные Королевства») с резиденциями игроков.

### Игровой мир

#### Устройство мира
В начале кампании игроки появляются в весеннем новосозданном мире, полном жителей, шахт, собираемых ресурсов и руин. Карта мира скрыта под туманом, поэтому игрокам придется исследовать мир, чтобы раскрыть его ландшафт. На собранные ресурсы игроки смогут создавать оружие и строить крепости и замки, чтобы защищаться от других игроков и дикой природы. С началом лета ресурсов станет меньше, а монстры, наполняющие мир, будут становиться все более и более сильными. Это происходит с каждым сезоном, а сила, влияющая на это, в игровом лоре названа The Hunger (с англ. — «голод»).
Планируется[когда?], что от мира к миру будут различаться условия победы, также как и правила самого мира будут изменяться в зависимости от кампании. После завершения кампании игроки смогут вернуться назад в свои дома в Бесконечные Королевства, где существует собственный набор правил.

#### Пантеон
В игровой вселенной есть свой пантеон богов. Большинство богов принадлежат одной из 3 групп: Order (с англ. — «Порядок»), Balance (с англ. — «Баланс»), Chaos (с англ. — «Хаос»). На данный момент боги не влияют на игровой процесс, они представлены лишь в некоторых механиках: именные кампании, выбор фракции, жертвоприношение предметов за опыт.

## Разработка
Игра анонсирована в январе 2015 года на фоне множественных спекуляций и мистификаций. Было доступно крайне мало информации, в том числе об игровой составляющей. На сайте был запущен 40-дневный обратный отсчет. Когда счетчик дошел до нуля, на сайте появилась ссылка на официальную страницу Kickstarter, где были показаны новые видео игрового процесса и раскрыты аспекты игры.
Кампания на Kickstarter успешно завершилась 26 марта 2015 года с суммарной суммой пожертвований 1 766 205 долларов, превзойдя изначальную цель 800 000, а к 20 июня 2017 года бюджет достиг 12 437 245 долларов.
16 мая 2017 года разработчики устроили большое раскрытие изменений, которым подверглась игра в процессе разработки. Ключевыми были три пункта: улучшение графики при непосредственной помощи команды Unity Spotlight; переход от системы архетипов к классам; добавление дисциплин (подклассов).
28 июля 2018 года произошёл анонс издания русскоязычной версии от компании «Иннова».
Во время прямой трансляции 18 мая 2017 года на Twitch разработчиками были объявлены планы о проведении открытого бета-тестирования уже в конце 2017 года.
Серверы игры были отключены 22 ноября 2022 года.